# ラベット郡 (カンザス州)
ラベット郡（英: Labette County）は、アメリカ合衆国カンザス州の南東部に位置する郡である。2010年国勢調査での人口は21,607人であり、2000年の22,835人から5.4%減少した。郡庁所在地はオスウェゴ市（人口1,829人）であり、同郡で人口最大の都市はパーソンズ市（人口10,500人）である。ラベット郡は、その全体でパーソンズ小都市圏を構成している。

## 歴史
1871年から1873年の間に子供1人を含む少なくとも12人の旅人を殺し、後に「流血のベンダーズ（Bloody Benders）」と呼ばれることになるベンダー家が宿屋を開業したことで知られている。
一家の所業については後年に創作、脚色された物も数多くあることから現在では事実と虚構を区別することは不可能とされているが、この一家にインスピレーションを得た創作物（小説やドラマ）が数多く存在する。

## 法と政府
ラベット郡はアルコールを禁じる、すなわち「ドライ」の郡だったが、1986年にカンザス州憲法が修正され、住民は1996年の投票で個人が嗜むアルコール飲料の販売を承認した。ただし、食料販売量制限は付かなかった。

## 地理
アメリカ合衆国国勢調査局に拠れば、郡域全面積は653.30平方マイル (1,692.0 km2)であり、このうち陸地は648.82平方マイル (1,680.4 km2)、水域は4.48平方マイル (11.6 km2)で水域率は0.69%である。

### 隣接する郡
- ネオショ郡 - 北
- クロウフォード郡 - 北東
- チェロキー郡 - 東
- クレイグ郡 (オクラホマ州) - 南
- ノワタ郡 - 南西
- モンゴメリー郡 - 西

## 人口動態

人口ピラミッド

以下は2000年の国勢調査による人口統計データである。
| 基礎データ - 人口: 22,835人 - 世帯数: 9,194 世帯 - 家族数: 6,114 家族 - 人口密度: 14人/km2（35人/mi2） - 住居数: 10,306軒 - 住居密度: 6軒/km2（16軒/mi2） 人種別人口構成 - 白人: 89.28% - アフリカン・アメリカン: 4.66% - ネイティブ・アメリカン: 1.95% - アジア人: 0.32% - 太平洋諸島系: 0.01% - その他の人種: 1.20% - 混血: 2.58% - ヒスパニック・ラテン系: 3.07% 年齢別人口構成 - 18歳未満: 25.7% - 18-24歳: 8.7% - 25-44歳: 25.8% - 45-64歳: 22.5% - 65歳以上: 17.3% - 年齢の中央値: 38歳 - 性比（女性100人あたり男性の人口） - 総人口: 95.7 - 18歳以上: 92.0 | 世帯と家族（対世帯数） - 18歳未満の子供がいる: 31.2% - 結婚・同居している夫婦: 52.1% - 未婚・離婚・死別女性が世帯主: 10.2% - 非家族世帯: 33.5% - 単身世帯: 29.8% - 65歳以上の老人1人暮らし: 14.3% - 平均構成人数 - 世帯: 2.39人 - 家族: 2.95人 収入と家計 - 収入の中央値 - 世帯: 30,875米ドル - 家族: 37,519米ドル - 性別 - 男性: 29,043米ドル - 女性: 21,706米ドル - 人口1人あたり収入: 15,525米ドル - 貧困線以下 - 対人口: 12.7% - 対家族数: 8.9% - 18歳未満: 14.7% - 65歳以上: 11.9% |

## 都市と町

### 法人化された都市
都市名の後の数字は2010年国勢調査での人口を示す。
- パーソンズ, 10,500
- オスウェゴ, 1,829 - 郡庁所在地
- チェトパ, 1,125
- アルタモント, 1,080
- エドナ, 442
- マウンドバレー, 407
- バートレット, 80
- ラベット, 78

### その他の町
- アンゴラ
- デニス
- モンタナ
- ストラウス
- バレダ

## 郡区
ラベット郡は16の郡区に分けられている。チェトパ市、オスウェゴ市、パーソンズ市は「政治的に独立」と見なされ、下記郡区の数字からは外されている。下表で「人口中心」は最大都市であり、特に大きな数字でなければ、郡区の人口に含まれるものである。
| 郡区 | FIPSコード | 人口中心 | 人口  | 人口密度 /km2 (/sq mi) | 陸地面積 km2 (sq mi) | 水域 km2 (sq mi) | 水域率(%) | 座標                                                              |
| --- | ---------- | -------- | ----- | ---------------------- | -------------------- | ---------------- | --------- | ----------------------------------------------------------------- |
| カナダ                                                                                                  | 10325      |          | 217   | 2 (5)                  | 103 (40)             | 0 (0)            | 0.22%     | 北緯37度6分18秒 西経95度27分4秒 / 北緯37.10500度 西経95.45111度   |
| エルムグローブ                                                                                          | 20750      |          | 798   | 6 (16)                 | 130 (50)             | 0 (0)            | 0.17%     | 北緯37度3分22秒 西経95度20分12秒 / 北緯37.05611度 西経95.33667度  |
| フェアビュー                                                                                            | 22550      |          | 239   | 3 (7)                  | 94 (36)              | 0 (0)            | 0.11%     | 北緯37度10分9秒 西経95度12分6秒 / 北緯37.16917度 西経95.20167度   |
| ハックベリー                                                                                            | 29350      |          | 403   | 3 (8)                  | 131 (51)             | 0 (0)            | 0.15%     | 北緯37度3分30秒 西経95度12分44秒 / 北緯37.05833度 西経95.21222度  |
| ハワード                                                                                                | 33300      |          | 357   | 3 (8)                  | 111 (43)             | 0 (0)            | 0.13%     | 北緯37度2分23秒 西経95度27分33秒 / 北緯37.03972度 西経95.45917度  |
| ラベット                                                                                                | 37400      |          | 373   | 4 (10)                 | 94 (36)              | 0 (0)            | 0.18%     | 北緯37度15分43秒 西経95度18分54秒 / 北緯37.26194度 西経95.31500度 |
| リバティ                                                                                                | 40175      |          | 395   | 4 (11)                 | 95 (37)              | 0 (0)            | 0.11%     | 北緯37度15分47秒 西経95度11分45秒 / 北緯37.26306度 西経95.19583度 |
| モンタナ                                                                                                | 47850      |          | 179   | 3 (7)                  | 71 (27)              | 1 (1)            | 1.90%     | 北緯37度15分28秒 西経95度7分34秒 / 北緯37.25778度 西経95.12611度  |
| マウンドバレー                                                                                          | 48850      |          | 806   | 5 (13)                 | 166 (64)             | 0 (0)            | 0.11%     | 北緯37度12分30秒 西経95度25分40秒 / 北緯37.20833度 西経95.42778度 |
| マウントプレザント                                                                                      | 48950      |          | 1,351 | 14 (37)                | 93 (36)              | 0 (0)            | 0.34%     | 北緯37度10分50秒 西経95度18分14秒 / 北緯37.18056度 西経95.30389度 |
| ネオショ                                                                                                | 49775      |          | 222   | 3 (8)                  | 70 (27)              | 2 (1)            | 2.40%     | 北緯37度20分11秒 西経95度6分37秒 / 北緯37.33639度 西経95.11028度  |
| ノース                                                                                                  | 50975      |          | 612   | 7 (19)                 | 83 (32)              | 0 (0)            | 0.16%     | 北緯37度19分39秒 西経95度12分40秒 / 北緯37.32750度 西経95.21111度 |
| オーセージ                                                                                              | 53150      |          | 703   | 4 (12)                 | 157 (61)             | 5 (2)            | 2.93%     | 北緯37度20分4秒 西経95度26分18秒 / 北緯37.33444度 西経95.43833度  |
| オスウェゴ                                                                                              | 53475      |          | 310   | 5 (12)                 | 66 (25)              | 1 (0)            | 1.73%     | 北緯37度9分21秒 西経95度6分22秒 / 北緯37.15583度 西経95.10611度   |
| リッチランド                                                                                            | 59425      |          | 303   | 3 (8)                  | 97 (38)              | 0 (0)            | 0.43%     | 北緯37度3分29秒 西経95度6分19秒 / 北緯37.05806度 西経95.10528度   |
| ウォルトン                                                                                              | 75250      |          | 726   | 9 (23)                 | 83 (32)              | 0 (0)            | 0.16%     | 北緯37度20分59秒 西経95度19分2秒 / 北緯37.34972度 西経95.31722度  |
| Sources: “Census 2000 U.S. Gazetteer Files”. U.S. Census Bureau, Geography Division. 2012年4月1日閲覧。 |            |          |       |                        |                      |                  |           |                                                                   |

## 教育

### 統一教育学区
- チェロキー USD 247 (Web site)、面積300平方マイル (777 km2 をカバーする教育学区であり、主にクロウフォード郡とチェロキー郡を管轄するが、ラベット郡とネオショ郡の小部分も入っている[7]。
- パーソンズ USD 503 (Web site)
- オスウェゴ USD 504 (Web site)
- チェトパ・セントポール USD 505 (Web site)
- ラベット郡 USD 506 (Web site)